# Carlos Olses
Carlos Raúl Olses Quijada (Caracas, Venezuela; 5 de septiembre de 2000) es un futbolista venezolano que juega como portero en el FK Žalgiris de la A lyga.

## Selección nacional
Fue convocado para el Campeonato Sudamericano de Fútbol Sub-17 de 2017 realizado en Chile. Disputó todos los partidos del torneo, quedando en el quinto lugar del hexagonal final a tres puntos del cuarto lugar que daba el pase a la Copa Mundial de la categoría.
En agosto de 2017, con 16 años, fue convocado por el técnico Rafael Dudamel para los partidos de la Clasificación de Conmebol para la Copa Mundial de Fútbol de 2018 ante Colombia y Argentina.

### Participaciones internacionales
| Selección | Competición                 | Sede     | Resultado | Partidos | Goles recibidos |
| --------- | --------------------------- | -------- | --------- | -------- | --------------- |
| Sub-17    | Sudamericano Sub-17 de 2017 | Chile    | 5.° lugar | 9        | 15              |
| Sub-17    | Juegos Bolivarianos 2017    | Colombia | 3.° lugar | 2        | 2               |
| Sub-20    | Sudamericano Sub-20 de 2019 | Chile    | 6.° lugar | 9        | 12              |
| Total     | Total                       | Total    | Total     | 20       | 29              |

## Palmarés

### Campeonatos nacionales
| Título              | Club        | País      | Año     |
| ------------------- | ----------- | --------- | ------- |
| Primera División    | Racing Club | Argentina | 2018/19 |
| Trofeo de Campeones | Racing Club | Argentina | 2019    |

## Vida privada
Olses posee la nacionalidad venezolana por nacimiento, y la argentina por parte de su padre, natural de dicho país.